# Lepomis auritus

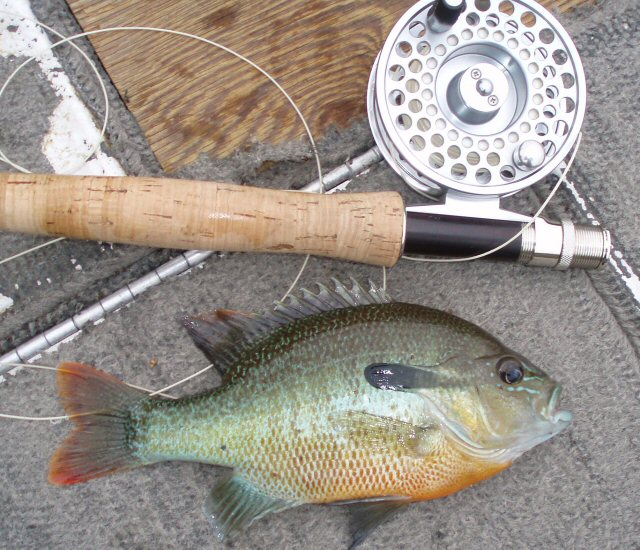

Lepomis auritus Linnaeus, 1758) è un pesce osseo d'acqua dolce della famiglia Centrarchidae.

## Descrizione
È molto simile al persico sole comune in Europa, si può distinguere facilmente per avere sul bordo dell'opercolo una sporgenza piuttosto sviluppata con una macchia nera all'apice mentre nel persico sole la macchia è rossa ed ha un bordo chiaro.
Raggiunge i 30 cm di lunghezza ma la misura media è attorno ai 10.

## Biologia

### Alimentazione
Si nutre di invertebrati acquatici: insetti caduti in acqua gli adulti e larve bentoniche i giovanili.

## Distribuzione e habitat
Questa specie, come tutti i Centrarchidae, è originaria dell'America settentrionale, più precisamente della costa atlantica. È stato introdotto in vari paesi ma pare che non si sia naturalizzato in Europa.
Vive di solito in ruscelli e piccoli fiumi con fondali di roccia o sabbia, e nella zona costiera ricca di vegetazione dei laghi.

## Pesca
Solo sportiva e perlopiù occasionale.